# 曼豪爾冰川
曼豪爾冰川（英語：Manhaul Glacier），是南極洲的冰川，位於維多利亞地的博克格雷溫克海岸，流經漢弗萊勞埃德山，最終在盧瑟峰以南注入埃迪斯托灣，由新西蘭探險隊命名，現時由南極條約體系管理。